# Fortunatus
El Fortunatus és una novel·la alemanya del renaixement d'autor desconegut. La primera versió va ser impresa el 1509. És una de les primeres novel·les populars publicades en Alemanya. Se'n van publicar traduccions i versions en molte llengües europees.

## Argument
Fortunatus és un jove que rep el seu nom de la trobada amb la deessa Fortuna, que li assegura un pròsper futur. Per ajudar-lo, li entrega una bossa que sempre s'omple d'or a voluntat. El llibre narra l'ascens social del protagonista i els seus viatges gràcies a aquesta riquesa. Té dos fills que per ambició són incapaços de ser feliços, pel que veuen la bossa de Fortuna com una maledicció.

## Anàlisi
La novel·la uneix capítols d'aventures diversos, que es podien difondre de manera separada i molts d'ells són versions d'històries anteriors, com per exemple els contes que provenen de la Gesta Romanorum. El fet d'ambientar-se en multitud d'escenaris, molts d'ells exòtics per als lectors alemanys, va contribuir al seu èxit.
El missatge moral de la història és que per la sola riquesa no es pot fer-se feliç de manera permanenti que el millor do és la saviesa, que garanteix triar bé la vida. El recordatori s'emmarca en una societat on els diners cada cop tenien més importància, ja que s'estaven deixant enrere els codis medievals i començava l'auge del capitalisme comercial.
La bossa de Fortunatus va inspirar diverses obres literàries posteriors d'autors com Hans Sachs, Thomas Dekker, Ludwig Tieck, Ludwig Uhland, Adelbert von Chamisso i Friedrich Hebbel.